# Dimorphandra campinarum
Dimorphandra campinarum är en ärtväxtart som beskrevs av Adolpho Ducke. Dimorphandra campinarum ingår i släktet Dimorphandra och familjen ärtväxter. Inga underarter finns listade i Catalogue of Life.